# La Tolosenca
 (juin 2021).
Si vous disposez d'ouvrages ou d'articles de référence ou si vous connaissez des sites web de qualité traitant du thème abordé ici, merci de compléter l'article en donnant les références utiles à sa vérifiabilité et en les liant à la section « Notes et références ».

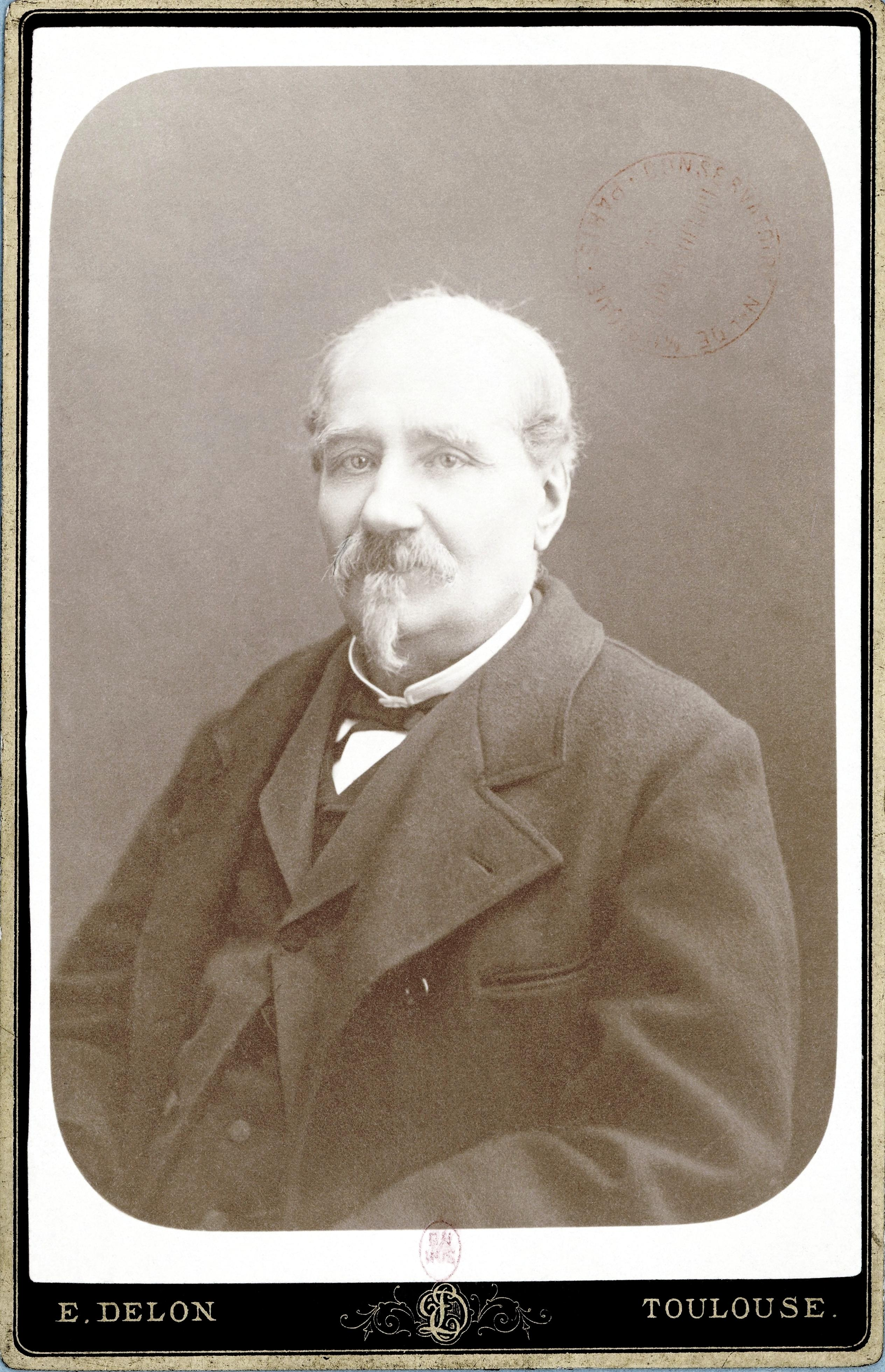
Louis Deffès, compositeur de la musique de la Toulousaine.

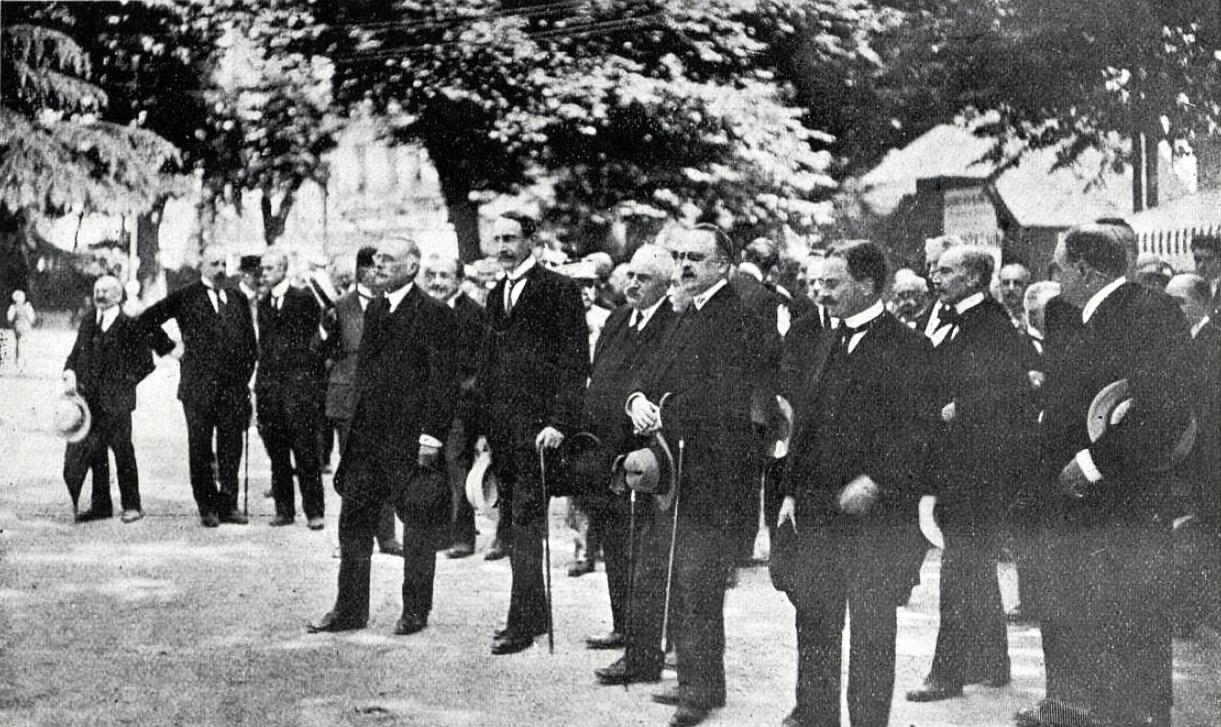
Le cortège officiel de l'Exposition de Toulouse en 1924, écoutant « La Toulousaine » au Grand Rond autour du maire Paul Feuga (jouée par « l'Harmonie des Enfants de Bône »).

La Tolosenca (La Toulousaine ou Ò mon país) est une chanson occitane écrite par Lucien Mengaud avec une musique de Louis Deffès composée en 1845. 

## Présentation
Le poème original est écrit par Lucien Mengaud dans l’occitan languedocien parlé majoritairement à Toulouse, dans la graphie en usage à l’époque. Les notions de « pays » sont alors assez floues puisque le texte parle de « langue gasconne » alors que Toulouse ne se situe en Gascogne que dans sa partie en rive gauche de la Garonne. Le titre lui-même est le plus souvent « La Toulousaine » ou dans sa forme patoisante La hola.
La Toulousaine connaît rapidement un grand succès et devient l’hymne officieux de la ville de Toulouse. Elle est jouée et chantée lors de tous les événements de quelque importance, et notamment encore pour le Concours de Chant de Toulouse.
Cette chanson a notamment inspiré Claude Nougaro pour sa chanson Toulouse.

## Paroles
| Graphie originelle | Adaptation en graphie classique | Traduction en français |
| --- | --- | --- |
| Ô moun pays! Ô moun pays ! Ô Toulouso, Toulouso! Qu'aymi tas flous, qu'aymi tas flous, toun cel, tôun soulel d'or Al prep de tu, al prep de tu l'âmo sé sent hurouso, E tout ayssi é tout ayssi ayssi réjouis le cor (bis). Ô moun pays ! ô moun pays! ô Toulouso, Toulouso ! Qu'aymi tas flous, toun cél, toun soulel d'or! Que you soun fiér de tas académios, Des mounumens qu'ornon nostro citat ! Detoun renoum é dé tas pouésios E de toun cant despey loutens citat ! Aymi tabès nostro lengo gascouno Que tant nous douno, que tant nous douno de gayetat Oh ! qu'aymi pla da tas brunos grisettos Lé tin flourit, lé souriré malin, Lour pel lusén, lours poulidos manétos Lours poulits pès é lour regard taquin ! En las bésén moun cor se rebiscolo Etpey s'enbolo, Etpey s'enbolo tout moun chagrin. A tous entours l'herbo semblo pus fresquo Le parpaillol a maytos de coulous, Tous fruits y soun douces coumo la bresquo E tous pradèls soun claoufidis de flous ; Dé tous bousquéts you récerqui l'oumbratgé E lé ramatgé é lé ramatgé des aouselous De tous guerriés doun la noblo benjenco Fasquec courber plega le froun des argousis De ta fiértat e de l'independenço Que de tout tens regnet dins le pays. Oh ! soun pla fier de ma bilo tant belo Que tant rappélo que tant rappélo de soubenis. | Ò mon país! Ò mon país! Ò Tolosa, Tolosa! Qu'aimi tas flors, qu'aimi tas flors, ton cèl, ton solelh d'aur! Al prèp de tu, al prèp de tu, l'anma se sent urosa, E tot aicí e tot aicí me rejoís le còr. (bis) Ò mon país! Ò mon país! Ò Tolosa, Tolosa! Que io soi fièr de tas academias, Dels monuments qu'òrnan nòstra ciutat! De ton renom e de tas poesias e de ton cant despuèi longtemps citat! Aimi tanbés nòstra lenga gascona Que tant nos dona, que tant nos dona de gaitat! Ò! Qu'aimi plan de tas brunas grisetas Le tin florit, le sorrire malin, Lor pel lusent, lors polidas manetas Lors polits pès e lor regard taquin! En las vesent mon còr se reviscòla E puèi s'envòla tot mon chagrin. A tos entorns l'èrba sembla plan fresca, Le parpalhòl a maitas de colors, E tos pradèls son claufidis de flors ; De tos bosquets io recèrqui l'ombratge E le ramatge e le ramatge dels auselons. De tots guerrièrs dont la nòbla venjença fasquèc plegar le front dels sarrasins De ta fiertat e de l'independença Que de tot temps regnèt dins le país. Ò! Soi plan fièr de ma vila tant bèla Que tant rapèla que tant, rapèla de sovenirs. | Ô mon pays! ô mon pays ! ô Toulouse, Toulouse ! J'aime tes fleurs, j'aime tes fleurs, ton climat enchanteur ! Auprès de toi, auprès de toi l'âme se sent ravie, Tout en ces lieux, tout en ces lieux, nous réjouit le cœur, (bis) Ô mon pays! ô mon pays ! ô Toulouse, Toulouse ! J'aime tes fleurs, ton climat enchanteur Que je suis fier de tes académies, Des monuments ornant notre cité ! De ton renom et de tes poésies, Et de ton chant depuis longtemps cité ! Oh j'aime aussi notre langue gasconne Qui toujours donne qui toujours donne franche gaieté ! J'aime surtout de tes brunes grisettes Le teint fleuri, le sourire malin Leurs beaux cheveux, leurs mains gentillettes Leurs pieds mignons, puis leur regard Quand je les vois, non âme se console Alors s'envole, alors s'envole tout mon chagrin. Sous ton beau ciel tes fleurs sont plus vermeilles Les papillons ont plus belles couleurs, Les fruits plus doux que le miel dès abeilles Et tous tes près sont émaillés de fleurs ; Dans tes bosquets on entend sous l'ombrage Tendre ramage, tendre ramage sons enchanteurs Gloire aux guerriers dont la noble vaillance Faisait courber le front des argousins Soyons jaloux de cette indépendance Que de tous temps aima le Toulousain Oui, je suis fier de ma ville si belle Qui me rappelle qui me rappelle nos grands destins. |